# Labastidette
Labastidette (okzitanisch La Bastideta) ist eine französische Gemeinde mit 2946 Einwohnern (Stand 1. Januar 2022) im Département Haute-Garonne in der Region Okzitanien. Die Bewohner werden Labastidettois genannt.

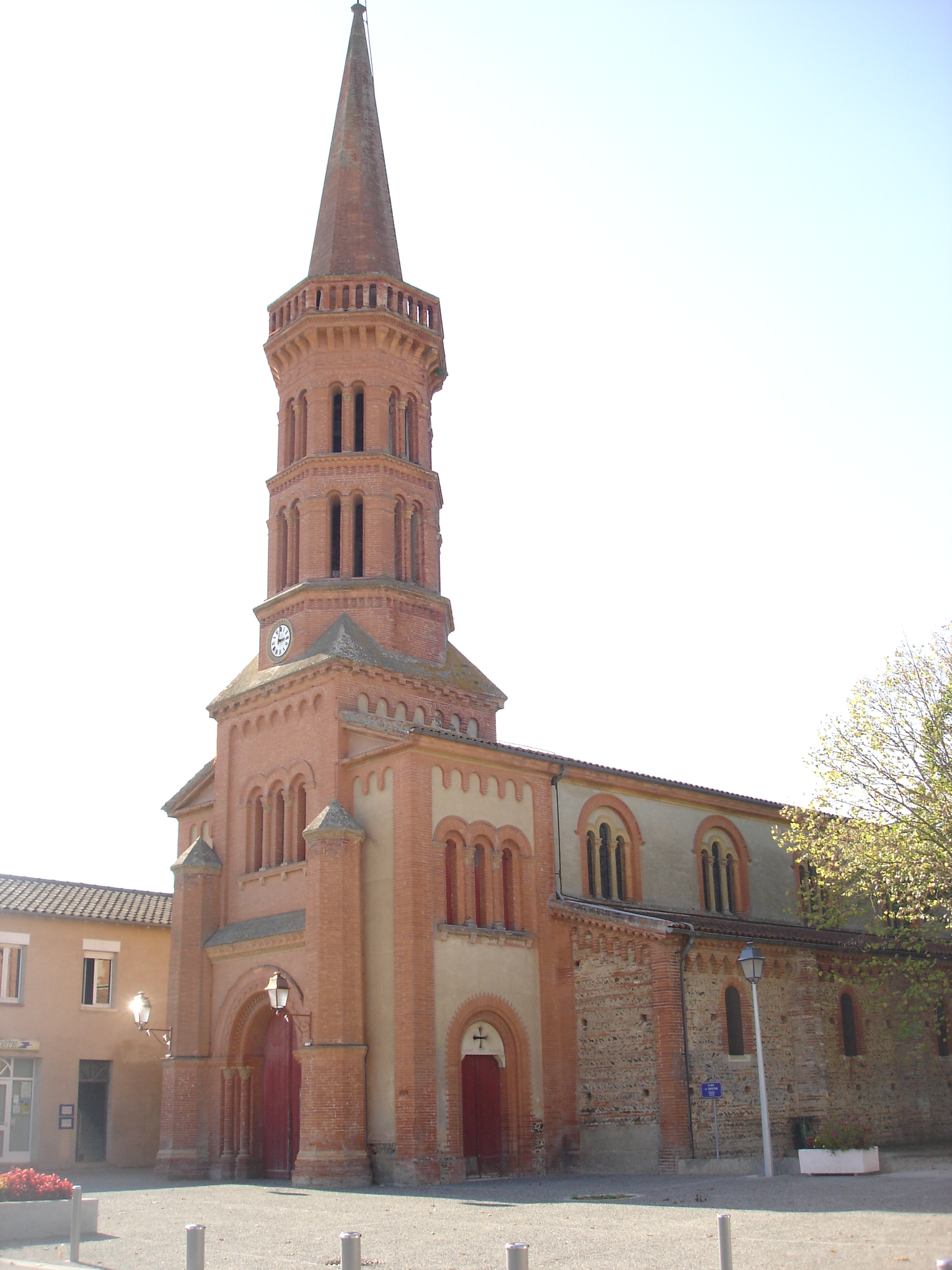
Pfarrkirche Mariä Geburt

Labastidette liegt am Bewässerungskanal Canal de Saint-Martory, sowie den Flüssen Ousseau und Touch, 20 km südwestlich von Toulouse und ist Teil der Aire urbaine de Toulouse (erweitertes Stadtgebiet), sowie der Communauté d’agglomération du Muretain (Gemeindeverbund).
Wie dem Namen zu entnehmen, ist die Gemeinde vermutlich eine alte Bastide, eine im Mittelalter gegründete und weitgehend in einem Zug erbaute Stadt Südfrankreichs. Die Errichtung einer Bastide erfolgte nach wirtschaftlichen, politischen oder militärischen Überlegungen.
Die Pfarrkirche stammt aus dem 19. Jahrhundert.

## Bevölkerungsentwicklung
| Jahr                       | 1962 | 1968 | 1975 | 1982 | 1990 | 1999 | 2011 | 2017 |
| Einwohner                  | 248  | 307  | 559  | 656  | 980  | 1328 | 2194 | 2563 |
| Quellen: Cassini und INSEE |      |      |      |      |      |      |      |      |